# Рогов, Борис Пантелеевич
Рогов Борис Пантелеевич (15 сентября 1923, Новолазаревка, Екатеринославская губерния — 14 сентября 1944, Семигинов, Дрогобычская область) — советский военный лётчик, гвардии старший лейтенант. Воздушный ас.

## Биография
Родился 15 сентября 1923 года в селе Новолазаревка Николаевского района (ныне в Баштанском районе Николаевской области).
Детство и юность провёл в Ингульце (ныне в черте города Кривой Рог). Окончил среднюю школу № 96 и Криворожский аэроклуб.
Кадровый военный, служил в Военно-воздушных силах СССР. В 1941 году окончил Чугуевское военное авиационное училище лётчиков.
Участник Великой Отечественной войны с апреля 1942 года в составе 111-го, 118-го гвардейского ИАП 100-й гвардейской ИАД Сталинградского, Воронежского, 1-го Украинского фронтов. Старший лейтенант. Воевал под Сталинградом, на Кубани, Курской дуге, над Киевом, Львовом и Проскуровом. Совершил 300 боевых вылетов, провел около 50 воздушных боёв, лично сбил 26 самолётов противника.
Погиб 14 сентября 1944 года на аэродроме села Семигинов во время взлёта на самолёте Ла-5 с подвешенными под крыльями бомбами, задев ими за насыпь на краю аэродрома. Похоронен во Львове.

## Награды
- Дважды орден Красного Знамени (28.09.1943, 20.02.1944)[2];
- Орден Отечественной Войны 2-й (07.05.1943) и 1-й степени (18.08.1944)[2];
- Медаль «За отвагу» (СССР) (13.04.1944)[2];
- Медаль «За оборону Сталинграда».